# 大沢 (越谷市)
大沢（おおさわ）は、埼玉県越谷市の町名および大字。現行行政地名は大沢一丁目から四丁目、および大字大沢。町丁は住居表示実施地区。郵便番号は343-0025。

## 地理
埼玉県の東部地域で、越谷市の中部に位置する。北越谷駅東口一帯の地区で、やや離れた北東にも大字大沢がある。大字地区は宅地が密集している。

### 河川
- 元荒川
- 逆川

## 歴史
かつては、大沢村だった。
- 1877年（明治10年）2月 - 地内に大沢学校（現越谷市立大沢小学校）が開設される。
- 1899年（明治32年）8月27日 - 地内に東武鉄道伊勢崎線が建設され、北千住駅 - 久喜駅間開通と同時に越ヶ谷駅（後に武州大沢駅に改称、現北越谷駅）が開業する。
- 1965年（昭和40年）5月1日 - 大字大沢、大字大房の各一部から大沢一丁目〜四丁目が住居表示を実施して成立。また、同日大字大沢の一部が北越谷となる。
- 1971年（昭和46年）6月28日 - 地内に越谷郵便局が越ヶ谷三丁目より移転する。
- 1976年（昭和51年） - 地内に越谷市立栄進中学校が開校する。
- 1983年（昭和58年）3月2日 - 東越谷第二土地区画整理事業完了により、大字大沢の一部から花田一丁目が成立。
- 1996年（平成8年）9月21日 - 三丁目27・28番地で行われていた鷺高土地区画整理事業が完了。大字大沢の一部（字槐戸、字鷺後、字新田、字内野の各全部と字鷲越、字飯御免、外河原の各一部）が東大沢となる。

## 世帯数と人口
2018年（平成30年）3月1日現在の世帯数と人口は以下の通りである。
| 大字・丁目 | 世帯数    | 人口     |
| ---------- | --------- | -------- |
| 大沢       | 2,274世帯 | 5,311人  |
| 大沢一丁目 | 343世帯   | 774人    |
| 大沢二丁目 | 330世帯   | 656人    |
| 大沢三丁目 | 1,171世帯 | 2,368人  |
| 大沢四丁目 | 1,149世帯 | 2,582人  |
| 計         | 5,267世帯 | 11,691人 |

## 小・中学校の学区
市立小・中学校に通う場合、学区（校区）は以下の通りとなる。
| 大字・丁目 | 番地 | 小学校               | 中学校             |
| ---------- | --- | -------------------- | ------------------ |
| 大沢       | 1705 | 越谷市立弥栄小学校   | 越谷市立新栄中学校 |
| 大沢       | 1313〜1319、1464〜1466 1471、1473〜1477 1480、1495〜1496 1501〜1503、1519 1540〜1547、1553〜1704                        | 越谷市立大沢北小学校 | 越谷市立新栄中学校 |
| 大沢       | 528〜539、547〜548 556〜571、576〜602 653〜656、704〜705 707〜712、752 782〜791、3174〜3230 3233、3245〜3274 3403〜3427 | 越谷市立大沢小学校   | 越谷市立栄進中学校 |
| 大沢       | その他 | 越谷市立鷺後小学校   | 越谷市立栄進中学校 |
| 大沢一丁目 | 全域 | 越谷市立大沢小学校   | 越谷市立栄進中学校 |
| 大沢二丁目 | 全域 | 越谷市立大沢小学校   | 越谷市立栄進中学校 |
| 大沢三丁目 | 全域 | 越谷市立大沢小学校   | 越谷市立栄進中学校 |
| 大沢四丁目 | 全域 | 越谷市立大沢小学校   | 越谷市立栄進中学校 |

## 交通

### 鉄道
- 東武鉄道伊勢崎線（東武スカイツリーライン）北越谷駅

### 道路
- 東京都道・埼玉県道49号足立越谷線
- 埼玉県道325号大野島越谷線

## 施設
一丁目
- 大沢一丁目自治会館

二丁目
- 越谷市立大沢小学校
- 越谷消防署
- 越谷市立第一体育館
- 大沢地区センター・公民館

三丁目
- 埼玉りそな銀行
- 足利銀行
- 足立成和信用金庫
- 北越谷駅東口郵便局
- 香取神社
- パルテきたこし
  - ライオンズステーションタワー北越谷

四丁目
- 越谷郵便局

大字
- 大沢幼稚園
- 越谷市立栄進中学校
- 鷲越自治会館